# Avlövningsmedel
Avlövningsmedel kallas de kemikalier som sprutas eller på annat sätt appliceras på växter och som gör att växtens blad faller av. Agent Orange är ett exempel på avlövningsmedel. Avlövande medel används i stor utsträckning för selektivt avlägsnande av ogräs vid skötsel av odlingsmarker och gräsmattor. Världsomspännande användning av avlövande medel, tillsammans med utvecklingen av andra herbicider och bekämpningsmedel, möjliggjorde den gröna revolutionen, en ökning av jordbruksproduktionen i mitten av 1900-talet. Agent Orange användes också som kemisk krigföring av USA i Vietnamkriget. Avlövare användes också av indonesiska styrkor i olika interna säkerhetsoperationer. Fler exempel är Hormoslyr samt andra fenoxisyra-föreningar innehållandes dioxiner.

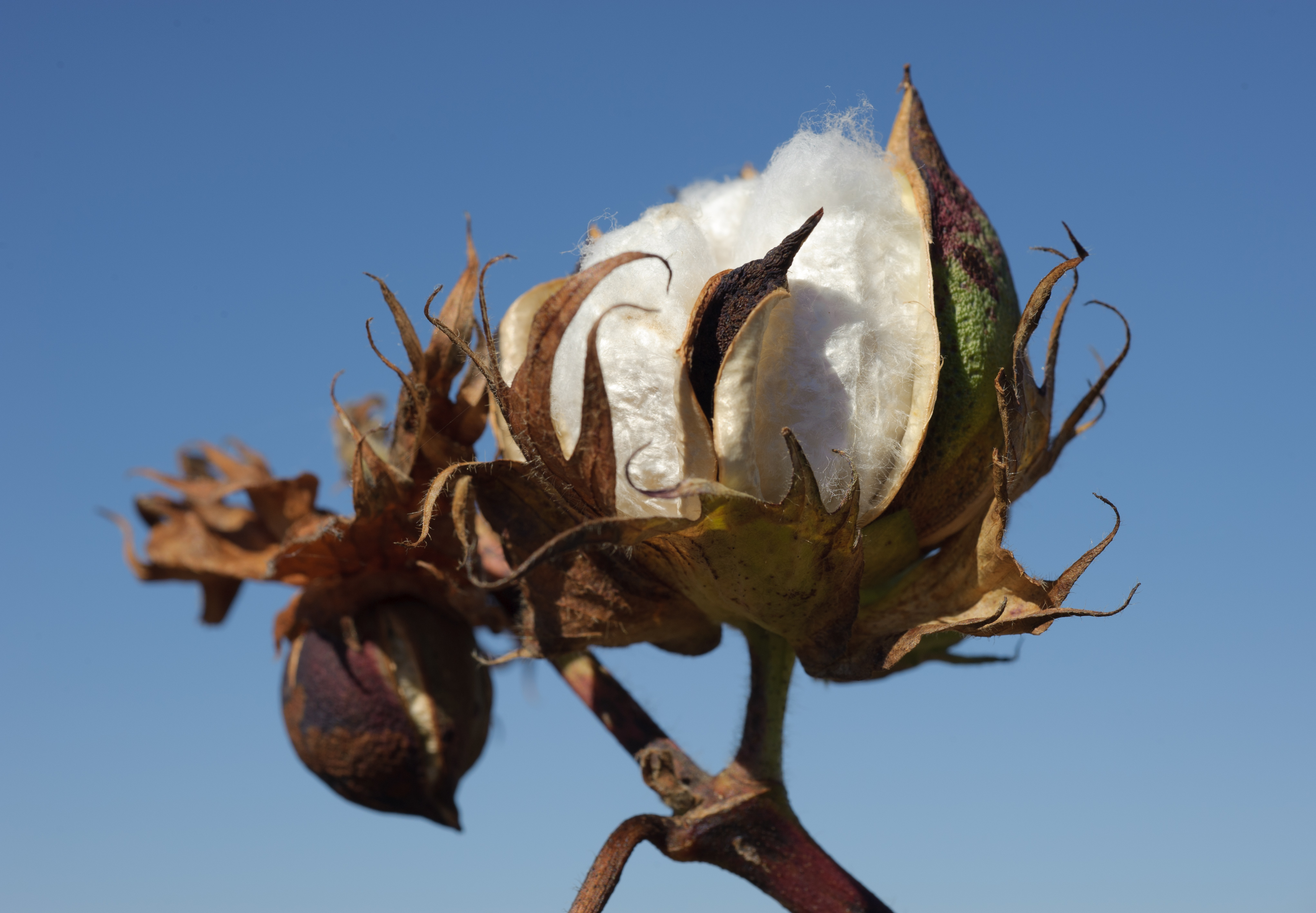
Avlövande medel används som ett hjälpmedel vid skörd av vissa grödor som bomull.

2,4-D, en av de första kemiska herbicider som använts för avlövning.

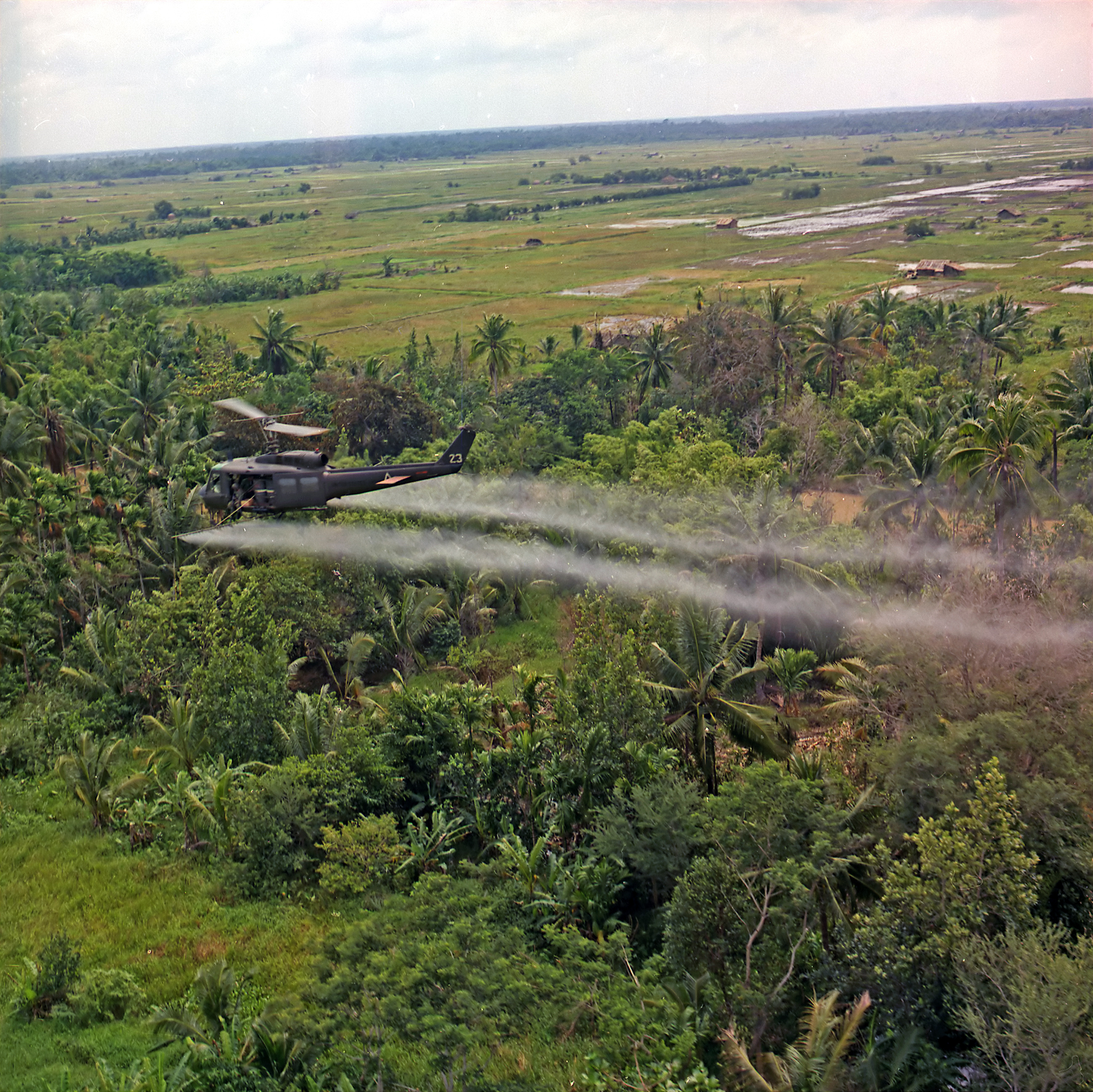
Besprutning med Agent Orange i Mekongs deltaområde, 1969

## Användning och tillämpning
En primär tillämpning av avlövande medel är selektivt dödande av växter. Två av de äldsta kemiska herbiciderna som används som avlövande medel är 2,4-diklorfenoxiättiksyra (2,4-D) och 2,4,5-triklorfenoxiättiksyra (2,4,5-T). 2,4-D och 2,4,5-T absorberas av bredbladiga växter och dödar dem genom att orsaka överdriven hormonell tillväxt. Dessa fenoxiherbicider utformades för att selektivt döda ogräs och oönskade växter i odlingsmarker. De introducerades först i början av andra världskriget och blev utbredda i jordbruket efter krigets slut. Avlövande medel har praktisk användning vid skörd av vissa grödor, särskilt bomull, i USA såväl som ett antal andra bomullsproducerande länder. Användningen av avlövande medel bidrar till effektiv skörd och finare luddkvalitet. Effektiviteten av avlövande användning vid bomullsskörd beror på vilken typ av avlövande medel som används, antalet appliceringar, mängden som anbringas och miljövariabler. Vanliga skördehjälpmedel kemiska avlövande medel är tribufos, dimetipin och tidiazuron. Enligt en rapport från 1998 från US Department of Agriculture National Agricultural Statistics Service (NASS) tillämpades tribufos och thidiazuron på 60 procent av grödan som behandlades med avlövande medel under det skördeåret.

## Exempel på avlövande medel
I Sydostasien under Vietnamkriget var regnbågsherbiciderna en grupp kemikalier för taktisk användning som användes av den amerikanska militären. Den miljöförstöring som denna avlövning orsakade har av Sveriges dåvarande statsminister Olof Palme, jurister, historiker och andra akademiker beskrivits som en ekocid.

## Hälso- och miljöeffekter
År 1998 drog den amerikanska miljöskyddsmyndigheten (US EPA) slutsatsen att användningen av avlövande medel inom jordbruket ledde till ökade risker för vattenförorening och faror för sötvatten och marint liv. Höga doser av tribufos märktes som ett möjligt cancerframkallande ämne och ett toxin för sötvatten och marina ryggradslösa djur. Dimetipin har också märkts som ett möjligt cancerframkallande ämne hos människor.
En studie publicerad i Journal of Agricultural and Food Chemistry rapporterade att genom successiva ytavrinningsförlopp i avlövade bomullsfält, minskade avlövningskoncentrationerna exponentiellt inom testområdet och kunde negativt påverka det marina livet i avrinningszonerna.
Agent Orange, ett avlöningsmedel som användes av Storbritannien under Malayakrisen på 1950-talet och av USA under Vietnamkriget för att avlöva regioner i Vietnam från 1961 till 1971, har kopplats till flera långvariga hälsotillståndproblem. Agent Orange innehåller en blandning av 2,4-D och 2,4,5-T samt dioxinföroreningar. Medlemmar av Air Force Ranch Hand och Army Chemical Corps som tjänstgjorde i Vietnamkriget var yrkesmässigt exponerade för Agent Orange har en högre förekomst av diabetes, hjärtsjukdomar, högt blodtryck och kroniska luftvägssjukdomar. 
Bland andra yrken löper bönder en betydligt högre risk att utveckla Alzheimers sjukdom på grund av en större risk för exponering för avlövande medel.